# Make It Wonderful
«Make It Wonderful» es el trigésimonoveno disco sencillo del dueto inglés de música electrónica Erasure, a publicarse en 2014.
Make It Wonderful es el segundo corte del álbum Snow Globe.

## Lista de temas
Bajada digital
1. Make It Wonderful – Single Version
2. Make It Wonderful – Noel Sanger vs Koishii & Hush Club Remix
3. Make It Wonderful – Morlando Club Mix
4. Make It Wonderful – Bright Light Bright Light Remix
5. Make It Wonderful – Chad Valley Remix
6. Make It Wonderful – Morlando Club Dub
7. Make It Wonderful – Bright Light Bright Light Dub
8. Make It Wonderful – Noel Sanger vs Koishii & Hush Club Instrumental Remix
9. Make It Wonderful – Video

CD
1. Make It Wonderful – Single Version  3:04
2. Make It Wonderful – Noel Sanger vs Koishii & Hush Club Remix  7:40
3. Make It Wonderful – Morlando Club Mix  5:52
4. Make It Wonderful – Bright Light Bright Light Remix  3:56
5. Make It Wonderful – Chad Valley Remix  3:51
6. Make It Wonderful – Morlando Club Dub  5:49
7. Make It Wonderful – Bright Light Bright Light Dub  5:04
8. Make It Wonderful – Noel Sanger vs Koishii & Hush Club Instrumental Remix  7:40
9. Gaudete – Dave Aude Extended Club Mix  6:39

## Créditos
Make It Wonderful es una canción escrita por Vince Clarke y Andy Bell.

### Datos técnicos
- Productor: Erasure y Gareth Jones.
- Productor adicional y mezcla: Richard X y Pete Hoffman.
- Programación adicional: Gareth Jones.
- Masterización: Mike Marsh en The Exchange Mastering.
- Dirección de arte: Martin Meunier, Tonya Hurley y Paul Taylor.
- Diseño: Louise Hendy en Blue Ink Creative.
- Diseño de personajes e ilustración: Miguel Sandoval, Lauren Sassen, Barney Marquez.
- Modelo y arte: Leo Garza.